# NGC 4069
NGC 4069 (również PGC 38166) – galaktyka spiralna (S?), znajdująca się w gwiazdozbiorze Warkocza Bereniki. Odkrył ją William Herschel 27 kwietnia 1785 roku.